# Domfront-en-Champagne
Domfront-en-Champagne är en kommun i departementet Sarthe i regionen Pays de la Loire i nordvästra Frankrike. Kommunen ligger i kantonen Conlie som tillhör arrondissementet Mamers. År 2022 hade Domfront-en-Champagne 1 062 invånare.

## Befolkningsutveckling
Antalet invånare i kommunen Domfront-en-Champagne
| Referens: INSEE |